# Kagava Szacsi
Kagava Szacsi (Hirosima) japán válogatott labdarúgó.

## Pályafutása

### Klubcsapatban
Kagava a Hirosima prefektúrában született. Helyi klubjában, a Rijo Shukyu-Danban játszott. 1924-ben és 1925-ben Császár-kupát nyert.

### A válogatottban
1925. május 17-én mutatkozott be a japán válogatottban a Fülöp-szigetek elleni találkozón. Május 20-án a Kínai Köztársaság ellen is játszott. A nemzeti csapatban összesen 2 mérkőzésen szerepelt.

## Statisztika

### A válogatottban
| Japán válogatott | Japán válogatott | Japán válogatott |
| Időszak          | Mérk.            | gól              |
| ---------------- | ---------------- | ---------------- |
| 1925             | 2                | 0                |
| Összesen         | 2                | 0                |